# سوسک ولگرد گردن قرمز
سوسک ولگرد گردن قرمز (نام علمی: Zyras collaris) نام یک گونه از تیره سوسک‌های ولگرد است. این گونه در اروپا زندگی می‌کند. به علت کمیاب بودن اطلاعات چندانی در خصوصی موجود نیست.